# Alexander Anatoljewitsch Schuwalow
Alexander Anatoljewitsch Schuwalow (russisch Александр Анатольевич Шувалов, wiss. Transliteration Aleksandr Anatol'evič Šuvalov; * 30. November 1992 in Nischni Nowgorod) ist ein ehemaliger russischer Skispringer.

## Werdegang
Schuwalow, der für die GBU NOSSHOR Nischni Nowgorod startete, gab beim FIS-Cup-Springen am 24. Juli 2010 im slowakischen Štrbské Pleso sein internationales Debüt und belegte dabei den 42. Platz. Tags darauf sprang er erstmals in die Punkteränge. Im Januar 2012 erreichte er in dieser Wettkampfserie seine ersten Platzierungen unter den besten Zehn, als er in Predazzo Siebter und Fünfter wurde. Bei den Nordischen Junioren-Skiweltmeisterschaften 2012 im türkischen Erzurum belegte Schuwalow Rang 37 und wurde zudem gemeinsam mit Iwan Lanin, Michail Maximotschkin und Alexei Romaschow Achter im Teamspringen. Am 26. Januar 2013 debütierte Schuwalow in Titisee-Neustadt im Continental Cup, der zweithöchsten Wettkampfserie im Skispringen. Seine ersten Punktgewinne erzielte er jedoch mehrere Wochen später, als er in Nischni Tagil die Ränge 29 und 14 belegte. Zum Saisonabschluss wurde er gemeinsam mit Michail Maximotschkin, Alexander Sardyko und Denis Kornilow erstmals russischer Meister im Team. Bei den Einzelspringen kam er auf den siebten Platz von der Normalschanze sowie auf Rang neun von der Großschanze.
Im Sommer 2013 kam Schuwalow erstmals im Grand Prix zum Einsatz, der höchsten Wettkampfserie im Sommer. Beim Wettkampf in Nischni Tagil verpasste er jedoch den Finaldurchgang. Mitte Dezember 2013 nahm er an der Winter-Universiade 2013 in Predazzo teil, reihte sich aber als 24. von der Normalschanze sowie als 27. von der Großschanze deutlich hinter den Medaillenränge ein. Im restlichen Saisonverlauf nahm er an fünf Stationen des Continental Cups teil und erreichte bei zwei Wettbewerbe die Punkteränge. Bei den russischen Meisterschaften 2014 wurde er erneut Meister im Team. Am Wochenende des 23. und 24. August 2014 trat Schuwalow auf den mit Matten belegten Hakuba-Schanzen erneut im Grand Prix an. Am zweiten Wettkampftag erzielte er mit dem 37. Platz sein bestes Ergebnis in dieser Wettkampfserie. Am 13. Dezember gab er als Teil der nationalen Gruppe in Nischni Tagil sein Weltcup-Debüt. Zwar konnte er sich für beide Einzelspringen qualifizieren, blieb jedoch deutlich hinter den Punkterängen zurück. Auch im Continental Cup gelang es ihm kaum, unter die besten Dreißig zu springen. Lediglich in Zakopane konnte er Punkte gewinnen. Beim Heim-Weltcup Mitte Dezember 2015 in Nischni Tagil ging Schuwalow erneut an den Start. Nachdem er das Ausscheidungsspringen für den ersten Wettkampf nicht überstand, konnte er sich am zweiten Wettkampftag qualifizieren und letztlich den 49. Platz belegen. Es war sein letzter Wettbewerb auf internationaler Ebene.
Zwar war Schuwalow auch für die Saison 2020/21 noch im regionalen Kader der Oblast Nischni Nowgorod gelistet, doch trat er bei keinen Wettbewerben an. Stattdessen gehörte er dem Trainerstab der regionalen Sportschule des olympischen Reservats im Skispringen und der Nordischen Kombination in Nischni Nowgorod (GBU NOSSHOR) an.

## Statistik

### Continental-Cup-Platzierungen
| Saison  | Sommer | Sommer | Winter | Winter | Gesamt | Gesamt |
| Saison  | Platz  | Punkte | Platz  | Punkte | Platz  | Punkte |
| ------- | ------ | ------ | ------ | ------ | ------ | ------ |
| 2012/13 | —      | —      | 107.   | 20     | 142.   | 20     |
| 2013/14 | —      | —      | 111.   | 13     | 137.   | 13     |
| 2014/15 | —      | —      | 113.   | 10     | 154.   | 10     |